# Xã North Hurricane, Quận Fayette, Illinois
Xã North Hurricane (tiếng Anh: North Hurricane Township) là một xã thuộc quận Fayette, tiểu bang Illinois, Hoa Kỳ. Năm 2010, dân số của xã này là 257 người.